# Chantal Gallia
Pour les articles homonymes, voir Gallia.
Chantal Halimi dite Chantal Gallia, alias La Gallia, née le 8 décembre 1955 à Constantine (Algérie française) et morte le 10 juillet 2022 à Paris 10e, est une chanteuse, imitatrice et humoriste française des années 1970 et 1980.

## Biographie
En tant qu'imitatrice, Chantal Gallia participe de nombreuses fois aux émissions L'Académie des neuf, Numéro un ou encore Les Jeux de 20 heures dans les années 1970 et 1980. En 1978, elle décroche un petit rôle dans le film Vas-y maman de Nicole de Buron. Elle animera également une émission hebdomadaire de quinze minutes sur Antenne 2 en août 1989 intitulée Gallia d'la joie.
Elle collabore dans les années 1990 avec Thierry Sforza qui lui écrit des textes pour son spectacle J'annonce, j'abats joué pendant trois mois à Paris en 1992 au Théâtre de la Renaissance (mise en scène Roger Louret). Elle s'est à nouveau produite trois mois de novembre 1992 à janvier 1993, toujours sur des textes de Thierry Sforza, au théâtre Michel à Paris dans un spectacle intitulé Non mais je rêve.
Après avoir eu une fille, Chantal Gallia a arrêté sa carrière.
Elle meurt le 10 juillet 2022 à Paris à l'âge de 66 ans, après un accident vasculaire cérébral.

## Voix imitées
- Valéry Giscard d'Estaing, président de la République de 1974 à 1981 ;
- François Mitterrand, président de la République de 1981 à 1995 ;
- Georges Marchais, porte-parole du PCF ;
- Denise Fabre, speakerine ;
- Anne Sinclair, journaliste ;
- Christine Ockrent, journaliste ;
- Ève Ruggieri, journaliste ;
- Petula Clark, chanteuse ;
- Régine, chanteuse ;
- Nana Mouskouri, chanteuse ;
- Line Renaud, chanteuse ;
- Sylvie Vartan, chanteuse ;
- Dalida, chanteuse ;
- Mireille Mathieu, chanteuse ;
- Rika Zaraï , chanteuse ;
- Jane Birkin, chanteuse ;
- Sheila, chanteuse ;
- Karen Cheryl, chanteuse ;
- Nicoletta, chanteuse ;
- France Gall, chanteuse ;
- Nicole Croisille, chanteuse ;
- Véronique Sanson, chanteuse ;
- Marie Laforêt, chanteuse ;
- Joëlle Mogensen, chanteuse ;
- Chantal Goya, chanteuse ;
- Georgette Lemaire, chanteuse ;
- Brigitte Bardot, actrice et chanteuse ;
- Barbara, chanteuse ;
- Édith Piaf, chanteuse ;
- Patricia Kaas, chanteuse :
- Mecano, chanteuse ;
- Catherine Lara, chanteuse ;
- Marie-Paule Belle, chanteuse ;
- Françoise Hardy, chanteuse ;
- Dorothée, chanteuse ;
- Johnny Hallyday, chanteur ;
- Enrico Macias, chanteur ;
- Georges Brassens, chanteur ;
- Julien Clerc, chanteur ;
- Joe Dassin, chanteur ;
- Charles Aznavour, chanteur ;
- Claude François, chanteur ;
- Dave, chanteur ;
- Salvatore Adamo, chanteur ;
- Muriel Robin, humoriste ;
- Anémone, actrice.
- Linda de Suza, chanteuse.

## Discographie
- 1976
  - Naître ou ne pas naître (3 min 50 s) Adapté de Baby Or Not Baby par Yves Lecoq
  - Pas d'mari pour Mimi (2 min 45 s) paroles et musique Yves Lecoq

- 1977 : 2 pochettes recto différentes
  - Amoureusement vôtre (2 min 50 s) Texte parodique de Chantal Gallia
  - Tout un programme ! (2 min 45 s) Texte original de Chantal Gallia

- 1978 : Disque sorti sous le nom de « La Gallia »
  - La chanteuse noire (3 min 38 s) Texte cosigné Chantal Gallia et Jacques Plait
  - Slow nu (2 min 45 s) Texte cosigné Chantal Gallia et Jacques Plait

- 1980
  - Disco cloche (3 min 32 s) Texte Chantal Gallia
  - S.O.S… je suis là (3 min 34 s) paroles et musique Yves Lecoq

- 1983
  - La salsaméricain (2 min 52 s) Texte cosigné Chantal Gallia et Bernard Itic
  - Bidon, pipi, violon (3 min 30 s) Texte cosigné Chantal Gallia et Bernard Itic

- 1987
  - La mémoire qui chante (2 min 52 s) Texte cosigné Chantal Gallia et Bernard Itic
  - La mémoire qui chante (3 min 30 s) Texte cosigné Chantal Gallia et Bernard Itic